# Die Legende von Ohrid
Die Legende von Ohrid (Ohridska legenda) ist ein vom jugoslawischen Komponisten Stevan Hristić komponiertes und 1947 uraufgeführtes Ballett in vier Akten. Das Libretto wurde von Stevan Hristić nach einem Volksmärchen erstellt.

## Über das Ballett

### Besetzung
Marko:
ein junger Serbe
Biljana:
seine Braut
Biserka:
eine Rusalka
Weitere:
der Vater der Braut und andere

### Handlung

#### 1. Akt
Das Dorf in der Nähe von Ohrid. Das Pflücken von Zwetschgen im Obstgarten von Biljanas Vater, einem reichen Dorfbauern, ist im Gange. Versammelte Jungen und Mädchen arbeiten, unter ihnen auch Biljana und der arme Bauer Marko, der im Dienste von Biljanas Vater steht. Marko und Biljana lieben einander und wollen heiraten. Der Vater des Mädchens hätte allerdings lieber einen reichen Schwiegersohn gehabt. Es ist die Zeit, in der die Osmanen den Balkan überfielen, um junge Christen zu rauben, welche die Heeresmacht des Sultans verstärken sollten. Die jungen Männer wurden mitgenommen und die älteren Dorfbewohner umgebracht. Die Taktik funktionierte, die Geraubten fühlten sich wohl, standen hoch in der Wertschätzung des Sultans
und bildeten die Kriegerkaste der Janitscharen. Biljana und noch weitere Einwohner werden von den Osmanen als Sklaven mitgenommen, während sie mehrere Tote und Verletzte hinter sich lassen. Marko kommt zu spät.

#### 2. Akt
Marko hat jedoch keine Lust auf muselmanische Kriegsdienste und möchte das Mädchen wiederfinden, welches er heiraten wollte. Unterwegs schläft er an einem geheimnisvollen See ein. Dieser befindet sich in der Obhut von Russalken, die dem Jüngling aber wohlgesinnt sind. Von der Anführerin Biserka, die er durch seinen Tanz für sich einnehmen konnte, erhält er ein Zauberschwert und eine Blume, die ihm bei der Rettung Biljanas noch nützlich sein werden.

#### 3. Akt
Geraubte Sklavinnen begegnen uns im Palast des Sultans. Durch ihren Tanz drücken sie Heimweh und Schmerz aus und protestieren durch die Geste der Trauer gegen ihre Entführung. Biljanas Tanz ist voller Emotionen und das gefällt dem Sultan. Als er sie in den Harem mitnehmen will, wehrt sie sich. Plötzlich tritt Marko in den Saal und wirft Biljana die Blume der Seenixe zu. Die Überraschte wird in eine Turteltaube verwandelt und fliegt davon, während Marko sich mit dem Schwert einen Fluchtweg bahnt.

#### 4. Akt
Marko hat den Weg zurück in sein Heimatdorf gefunden. Betrübt stellt er fest, dass die Turteltaube sich offenbar verflogen hat. Doch mit etwas Verspätung kommt sie angeflattert und verwandelt sich zurück in ihre menschliche Gestalt. Die Gäste müssen wieder herbeigerufen werden, so dass die Hochzeitszeremonie zu Ende geführt werden kann.